# Asian Open Figure Skating Trophy
Asian Open Figure Skating Trophy (ou Asian Trophy; anteriormente conhecido como Asian Figure Skating Championships ou Campeonato Asiático de Patinação Artística no Gelo) é uma competição anual de patinação artística no gelo organizada pela Asian Skating Union (ASU). Os patinadores competem nos individuais masculino e feminino em três níveis: sênior, júnior e noviço.
Após uma reunião ASU em Changchun, China, durante os Jogos Asiáticos de Inverno de 2007, a ASU reviu o nome da competição de Asian Figure Skating Championships para Asian Figure Skating Trophy, com a União Internacional de Patinagem aprovando a mudança. Desde 2013, o evento foi intitulado o Asian Open Figure Skating Trophy.

## Edições
| Ano  | Edição               | Cidade sede          | País                 | Sênior               | Sênior               | Sênior               | Sênior               | Júnior               | Júnior               | Noviço               | Noviço               | Ref           |
| Ano  | Edição               | Cidade sede          | País                 | M                    | F                    | P                    | D                    | M                    | F                    | M                    | F                    | Ref           |
| ---- | -------------------- | -------------------- | -------------------- | -------------------- | -------------------- | -------------------- | -------------------- | -------------------- | -------------------- | -------------------- | -------------------- | ------------- |
| 2007 | 1.ª                  | Taipei               | Taiwan               | •                    | •                    | –                    | –                    | •                    | •                    | •                    | •                    | [ 1 ]         |
| 2008 | 2.ª                  | Hong Kong            | Hong Kong            | •                    | •                    | •                    | –                    | •                    | •                    | •                    | •                    | [ 2 ]         |
| 2009 | Não houve competição | Não houve competição | Não houve competição | Não houve competição | Não houve competição | Não houve competição | Não houve competição | Não houve competição | Não houve competição | Não houve competição | Não houve competição |               |
| 2010 | 3.ª                  | Bangkok              | Tailândia            | •                    | •                    | –                    | –                    | •                    | •                    | •                    | •                    | [ 3 ]         |
| 2011 | 4.ª                  | Dongguan             | China                | •                    | •                    | –                    | –                    | •                    | •                    | •                    | •                    | [ 4 ]         |
| 2012 | 5.ª                  | Taipei               | Taiwan               | •                    | •                    | –                    | –                    | •                    | •                    | •                    | •                    | [ 5 ]         |
| 2013 | 6.ª                  | Bangkok              | Tailândia            | •                    | •                    | –                    | –                    | •                    | •                    | •                    | •                    | [ 6 ]         |
| 2014 | 7.ª                  | Taipei               | Taiwan               | •                    | •                    | –                    | –                    | •                    | •                    | •                    | •                    | [ 7 ]         |
| 2015 | 8.ª                  | Bangkok              | Tailândia            | •                    | •                    | –                    | –                    | •                    | •                    | •                    | •                    | [ 8 ]         |
| 2016 | 9.ª                  | Manila               | Filipinas            | •                    | •                    | •                    | –                    | •                    | •                    | •                    | •                    | [ 9 ]         |
| 2017 | 10.ª                 | Hong Kong            | Hong Kong            | •                    | •                    | •                    | –                    | •                    | •                    | •                    | •                    | [ 10 ]        |
| 2018 | 11.ª                 | Bangkok              | Tailândia            | •                    | •                    | •                    | •                    | •                    | •                    | •                    | •                    | [ 11 ] [ 12 ] |

Legenda
- Parte do Challenger Series ISU
- –  Evento não disputado neste ano

## Lista de medalhistas

### Sênior

#### Individual masculino
| Evento                    | Ouro                                   | Prata                           | Bronze                          |
| Taipei 2007 (detalhes)    | Henry Lu Shih-hao · Taipé Chinesa      | Romklao Sopa · Tailândia        | Anup Kumar Yama · Índia         |
| Hong Kong 2008 (detalhes) | Ri Song-chol · Coreia do Norte         | Abzal Rakimgaliev · Cazaquistão | Kim Min-seok · Coreia do Sul    |
| 2009                      | Não houve competição                   | Não houve competição            | Não houve competição            |
| Bangkok 2010 (detalhes)   | Akio Sasaki · Japão                    | Tien Hung-wen · Taipé Chinesa   | Karn Luanpreda · Tailândia      |
| Dongguan 2011 (detalhes)  | Yan Han · China                        | Misha Ge · Uzbequistão          | Guan Yuhang · China             |
| Taipei 2012 (detalhes)    | Chiu Ting Ronald Lam · Hong Kong       | Kim Min-seok · Coreia do Sul    | Lee June-hyoung · Coreia do Sul |
| Bangkok 2013 (detalhes)   | Tatsuki Machida · Japão                | Misha Ge · Uzbequistão          | Lee June-hyoung · Coreia do Sul |
| Taipei 2014 (detalhes)    | Shoma Uno · Japão                      | Kim Jin-seo · Coreia do Sul     | Lee June-hyoung · Coreia do Sul |
| Bangkok 2015 (detalhes)   | Michael Christian Martinez · Filipinas | Keiji Tanaka · Japão            | Hiroaki Sato · Japão            |
| Manila 2016 (detalhes)    | Keiji Tanaka · Japão                   | Kim Jin-seo · Coreia do Sul     | Julian Zhi Jie Yee · Malásia    |
| Hong Kong 2017 (detalhes) | Keiji Tanaka · Japão                   | Kim Jin-seo · Coreia do Sul     | Kyeong Jae-seok · Coreia do Sul |
| Bangkok 2018 (detalhes)   | Sōta Yamamoto · Japão                  | Chih-I Tsao · Taipé Chinesa     | Byun Se-jong · Coreia do Sul    |

#### Individual feminino
| Evento                    | Ouro                                  | Prata                        | Bronze                         |
| Taipei 2007 (detalhes)    | Kim Soo-jin · Coreia do Sul           | Kim Na-young · Coreia do Sul | Tamami Ono · Hong Kong         |
| Hong Kong 2008 (detalhes) | Anastasia Gimazetdinova · Uzbequistão | Kim Na-young · Coreia do Sul | Sin Na-hee · Coreia do Sul     |
| 2009                      | Não houve competição                  | Não houve competição         | Não houve competição           |
| Bangkok 2010 (detalhes)   | Ayane Nakamura · Japão                | Sandra Kophon · Tailândia    | Kim Ji-young · Coreia do Sul   |
| Dongguan 2011 (detalhes)  | Park Yeon-jun · Coreia do Sul         | Wang Jialei · China          | Kwak Min-jeong · Coreia do Sul |
| Taipei 2012 (detalhes)    | Park So-youn · Coreia do Sul          | Cho Kyung-ah · Coreia do Sul | Lee Tae-yeon · Coreia do Sul   |
| Bangkok 2013 (detalhes)   | Satoko Miyahara · Japão               | Zhang Kexin · China          | Melissa Bulanhagui · Filipinas |
| Taipei 2014 (detalhes)    | Rika Hongo · Japão                    | Riona Kato · Japão           | Park So-youn · Coreia do Sul   |
| Bangkok 2015 (detalhes)   | Mai Mihara · Japão                    | Riona Kato · Japão           | Kaori Sakamoto · Japão         |
| Manila 2016 (detalhes)    | Yura Matsuda · Japão                  | Choi Da-bin · Coreia do Sul  | Amy Lin · Taipé Chinesa        |
| Hong Kong 2017 (detalhes) | Kaori Sakamoto · Japão                | Yuna Shiraiwa · Japão        | Kailani Craine · Austrália     |
| Bangkok 2018 (detalhes)   | Lim Eun-soo · Coreia do Sul           | Yuna Shiraiwa · Japão        | Mako Yamashita · Japão         |

#### Duplas
| Evento                    | Ouro                                                   | Prata                                                  | Bronze                                                 |
| Hong Kong 2008 (detalhes) | Sung Mi-hyang · Jong Yong-hyok · Coreia do Norte       | Rie Aoi · Wen Xiong Guo · Hong Kong                    | Ri Ji-hyang · Thae Won-hyok · Coreia do Norte          |
| 2009–2015                 | 2009 não houve competição; Não houve disputa de duplas | 2009 não houve competição; Não houve disputa de duplas | 2009 não houve competição; Não houve disputa de duplas |
| Manila 2016 (detalhes)    | Ryom Tae-ok · Kim Ju-sik · Coreia do Norte             | Pak So-hyang · Song Nam-i · Coreia do Norte            | Miu Suzaki · Ryuichi Kihara · Japão                    |
| Hong Kong 2017 (detalhes) | Kim Su-yeon · Kim Hyung-tae · Coreia do Sul            | Miu Suzaki · Ryuichi Kihara · Japão                    | Narumi Takahashi · Ryo Shibata · Japão                 |
| Bangkok 2018 (detalhes)   | Peng Cheng · Jin Yang · China                          | Ryom Tae-ok · Kim Ju-sik · Coreia do Norte             | nenhum outro competidor                                |

#### Dança no gelo
| Evento                  | Ouro                            | Prata                                             | Bronze                                      |
| Bangkok 2018 (detalhes) | Wang Shiyue · Liu Xinyu · China | Rachel Parsons · Michael Parsons · Estados Unidos | Misato Komatsubara · Timothy Koleto · Japão |